# Mișcarea Arts and Crafts

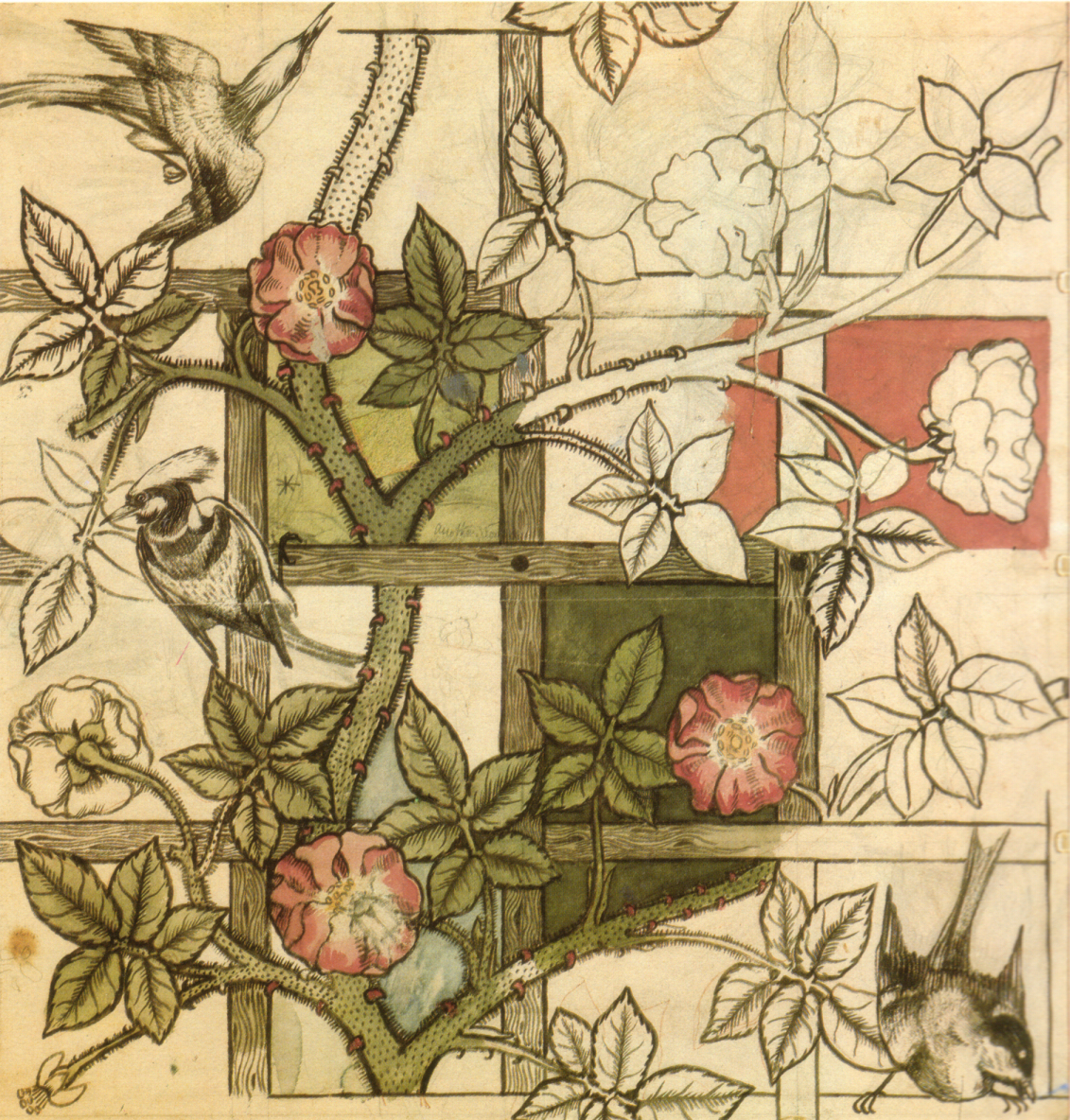
William Morris, desen pentru tapetul de perete (hârtie) cunoscut ca "Trellis", 1862.

Arts and Crafts a fost o mișcare artistică de design, originară în Insulele Britanice, devenită ulterior internațională, extinsă pe o perioadă de circa 50 de ani (între 1860 și 1910), care a atins maximul său în cea de-a doua jumătate a perioadei sale,  dar care și-a continuat influența sa puternică până în anii 1930. 
Mișcarea artistică a fost condusă de artistul plastic și scriitorul William Morris (1834–1896), ajutat de arhitectul Charles Voysey (1857–1941) în timpul anilor 1860,  fiind inspirată de scrierile lui John Ruskin (1819–1900) și Augustus Pugin (1812–1852). A pornit din plin în Insulele Britanice,  dar s-a răspândit apoi în Europa și America de Nord.  A fost, în mare parte, o reacție artistică la statutul stagnant al artelor decorative la timpul și la condițiile în care a fost atins.
Mișcarea a constant, în esență, la revenirea utilizării metodelor tradiționale de realizare a artefactelor interioare utilizând forme decorative, simple, medievale, romantice sau folclorice. Mișcarea a pledat pentru realizarea de reforme economice și sociale, fiind considerată a fi anti-industrială.